# Singhanakhon (huyện)
Singhanakhon (tiếng Thái: สิงหนคร) là một huyện (amphoe) ở phía bắc của tỉnh Songkhla, miền nam Thái Lan.

## Địa lý
Các huyện giáp ranh (từ phía nam theo chiều kim đồng hồ) là: Mueang Songkhla, Hat Yai, Khuan Niang của tỉnh Songkhla, Pak Phayun của tỉnh Phatthalung và Sathing Phra của tỉnh Songkhla. Về phía đông là vịnh Thái Lan.
Huyện này nằm giữa Thale Luang và hồ Songkhla.

## Lịch sử
Tiểu huyện (king amphoe) đã được lập ngày 15 tháng 2 năm 1988, when 11 tambon được tách ra từ Mueang Songkhla. Đơn vị này đã được nâng cấp thành huyện ngày ngày 19 tháng 7 năm 1991.

## Hành chính

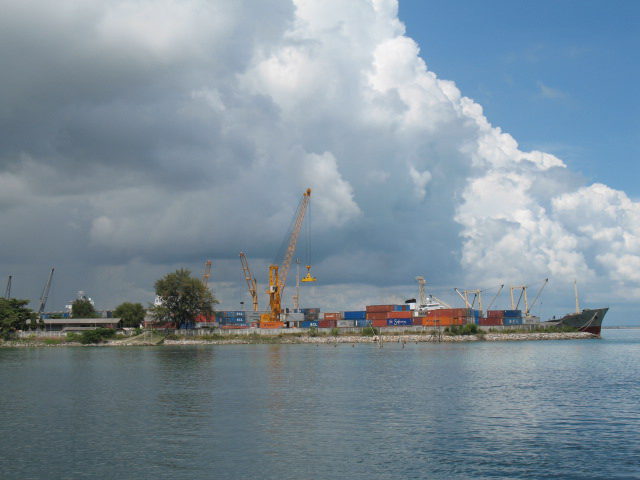
Hải cảng Songkhla nhìn từ công viên Song Thale, Mueang Songkhla.

Huyện này được chia thành 11 phó huyện (tambon), các đơn vị này lại được chia ra thành 77 làng (muban). Singhanakhon là một thị trấn (thesaban tambon) nằm trên một phần của tambon Ching Kho and Thamnop và toàn bộ tambon Hua Khao và Sathing Mo. Có 9 Tổ chức hành chính tambon.
| STT. | Tên        | Tên Thái | Số làng | Dân số |  |
| ---- | ---------- | -------- | ------- | ------ |  |
| 1.   | Ching Kho  | ชิงโค     | 10      | 10.920 |  |
| 2.   | Sathing Mo | สทิงหม้อ   | 6       | 15.361 |  |
| 3.   | Thamnop    | ทำนบ     | 7       | 4.458  |  |
| 4.   | Ram Daeng  | รำแดง    | 7       | 2.734  |  |
| 5.   | Wat Khanun | วัดขนุน    | 8       | 7.937  |  |
| 6.   | Chalae     | ชะแล้     | 5       | 2.868  |  |
| 7.   | Pak Ro     | ปากรอ    | 6       | 2.571  |  |
| 8.   | Pa Khat    | ป่าขาด    | 5       | 2.846  |  |
| 9.   | Hua Khao   | หัวเขา    | 8       | 14.567 |  |
| 10.  | Bang Khiat | บางเขียด  | 5       | 3.500  |  |
| 11.  | Muang Ngam | ม่วงงาม   | 10      | 11.519 |  |